# 털리도 전쟁

분쟁 지역 털리도 스트립의 지도

털리도 전쟁(영어: Toledo War, 1835~1836년)은 오하이오 주와 미시간주 접경 영토 사이에 있었던 거의 무혈에 가까운 영토 분쟁을 말한다. 미시간 대 오하이오 전쟁(Michigan-Ohio War)이라고도 부른다.
원래는 1787년에서 1805년 사이에 가결된 주와 연방법의 모순으로 말미암아 다양한 해석으로 비칠 수 있게 되어 나타난 이 분쟁은 당시 오대호의 지질학적 기능을 잘 이해하지 못했던 데에서 비롯한다. 이는 오늘날 털리도 스트립(Toledo Strip)으로 알려져 있는 경계 근처의 468 제곱 마일 (1,210 제곱 킬로미터)의 지역을 아우르는 주권을 오하이오 주와 미시간 주가 동시에 주장하게 되었다. 1830년대 초에 미시간 주가, 한 주로서의 지위를 찾으려고 하던 시기에 해당 경계에서 분쟁이 되던 영토가 포함되어 있던 것으로 간주되었으나, 도리어 오하이오 주의 의회 대표단은 미시간 주가 연방에 가입하는 것을 중지시킬 수 있었다.
1835년 초에 양측은 다른 측의 항복을 강제하는 법안을 가결하였다. 오하이오 주의 주지사 로버트 루카스와 미시간주의 24세 스티븐스 T. 메이슨은 둘 다 이 스트립의 할양을 원치 않았으므로 민병 조직을 시작하여 주 당국에 따른 시민의 형사 처벌을 마련하는 일을 도왔다. 양측 모두 민병은 털리도 주변의 머미 강 양측 위치에 동원되어 대치하였으나 서로를 깎아내리는 일 외에는 서로 간의 별다른 영향은 없었다. 이 전쟁의 유일한 군사적 대립은 한 명의 희생자도 없이 공포(空砲)만 했다는 보고로 끝이 났다.
미국 의회에서는 중재안으로 미시간주로 가입 신청한 지역이 아니었던 어퍼반도의 3/4을 주로 승격할 미시간주에 주는 대신 털리도 스트립을 포기하라고 제안하였다. 앤드루 잭슨 대통령도 이법을 통과시켰다. 미시간주는 해당 지역이 털리도 스트립보다 훨씬 넓지만 인구가 희박한 야생의 땅이라는 이유로 처음에는 이를 거부하였다.
1836년 12월 극도의 재정 위기에 직면하던 미시간주 정부는 주가 되어 미국 재무부의 지원을 받기 위해 토지를 포기하고 의회에서 채택된 결의안을 받아들였고 이러한 양보의 결과로 털리도 전쟁은 끝을 맺게 되었다.

## 털리도 스트립의 탄생
이 경계의 위치는 19세기 초에 분쟁거리가 되었다. 나중에 털리도로 이름이 바뀐 포트 오브 마이애미(Port of Miami)의 거주자들은 오하이오주 정부가 이 경계 문제를 해결할 것을 촉구하였다. 오하이오 주의 입법부도 이 또한 문제와 관련하여 의회에 진정하는 결의와 요구를 자주 가결하였다. 1812년 이 경계선의 공식적인 측량 요구의 요청을 승인하였다. 미국과 영국 간 전쟁으로 인하여 지연되면서 1816년 인디애나 주의 연방 가입 이후 겨우 측량 실무가 시작되었다. 측량을 맡은 미국 측량장관의 에드워드 티핀은 전 오하이오 주지사였다.
그 결과 티핀은 북서부 조례선(Northwest Ordinance Line)뿐 아니라 1802년 오하이오주 헌법으로 기술된 경계선도 측량하기 위해 측량사 윌리엄 해리스를 고용하였다. 이를 마치고, 해리스 선(Harris Line)은 머미 강의 하구를 완전하게 오하이오주 안에 두었다. 조사 결과가 공개되었을 때 미시간주의 주지사 루이스 캐스는 그것이 의회의 동의를 얻은 북서부 조례선에 근거하지 않은 것이었으므로 만족하지 못했다. 티핀의 편지에서 캐스는 오하이오 주에 치우친 측량은 "강자에게 힘을 준다면 단지 약자를 약하게 될 뿐이다"라고 썼다.
이에 대한 응답으로 미시간주는 존 A. 풀톤에 두 번째 조사를 맡겼다. 풀톤의 측량은 원래 1787년 북서부 조례선에 근거하여 미시간 호로부터 에리 호까지 동쪽으로 이 선을 측량한 뒤 오하이오 주의 경계가 머미 강의 하구 남쪽에 있다는 사실을 알아냈다. 해리스와 풀톤의 측량선 사이에 있는 지역이 현재의 털리도 스트립이 되었다. 이 오하이오주 북부와 미시간주 남부 사이의 리본 형태의 토지는 너비 5~8마일에 다다랐기에 양측 모두 자신의 주권을 주장하였다. 오하이오 주는 이 주장을 양보하는 것을 거부하다가 몇 년이 지나 미시간주는 조용히 이 지역을 점령하여 여러 해에 걸쳐 해당 지역에 도로를 건설하고 세금을 징수하는 일을 하였다.

## 참고 문헌
- Dunbar, Willis F. & May, George S. (1995). MICHIGAN: A History of the Wolverine State. Third Revised Edition.
- Emmanuel, Greg (1960). 〈Hate: The Early Years〉. 《The 100 yard War : Inside the 100-Year-Old Michigan-Ohio State Football Rivalry》. New York: John Wiley & Sons. 9–10쪽. ISBN 0-471-67552-0.
- Galloway, Tod B. (1895). The Ohio-Michigan Boundary Line Dispute. 4 Ohio Archaeological and Historical Quarterly 213.
- Meinig, D.W. (1993). The Shaping of America: A Geographical Perspective on 500 Years of History. Volume 2, Continental America, 1800–1867, Yale University Press, New Haven. ISBN 0-300-05658-3
- Mendenhall, T.C. & Graham, A.A. (1895). Boundary Line Between Ohio and Indiana, and Between Ohio and Michigan. 4 Ohio Archaeological and Historical Quarterly 127.
- Michigan Geological and Biological Survey, Publication 22, Geological Series 18 (1916). Biennial Report of the Directory and Report on Retracement and Permanent Monumenting of the Michigan-Ohio Boundary. Lansing, Michigan: Wynkoop Hallenbeck Crawford Co., State Printers. OCLC 11743219.
- Mitchell, Gordon (July, 2004). History Corner: Ohio-Michigan Boundary War, Part 2. 24 Professional Surveyor Magazine 7.
- Way, Willard V. (1869). Facts and Historical Events of the Toledo War of 1835. (Making of America Books)
- Wittke, Karl. (1895). The Ohio-Michigan Boundary Dispute Re-examined. 45 Ohio Archaeological and Historical Quarterly 299.

## 같이 보기
- 털리도